# Senhor do Bonfim
Senhor do Bonfim là một đô thị thuộc bang Bahia, Brasil. Đô thị này có diện tích 816,697 km², dân số năm 2007 là 72574 người, mật độ 68,9 người/km².